# 大田区立田園調布中学校
大田区立田園調布中学校（おおたくりつ でんえんちょうふちゅうがっこう）は、東京都大田区田園調布二丁目に所在する区立中学校。

## 概要
- 大田区立田園調布小学校および大田区立調布大塚小学校全域（田園調布1～5丁目）を校区とする。

## 所在地
- 東京都大田区田園調布二丁目60番1号

## 交通アクセス
- 東急東横線田園調布駅より徒歩

## 沿革
- 1948年（昭和23年）11月1日 - 開校するが、授業は大田区立大森第七中学校において合同で行い、校長も兼務であった。
- 1949年（昭和24年）5月1日 - 田園調布三丁目663番地（現在地）を買収し、校地を確保する。
- 1950年（昭和25年）4月30日 - 木造2階建校舎が竣工し、移転する。
- 1951年（昭和26年）1月1日 - 所在地表示変更があり、田園調布三丁目445-1となる。
- 1960年（昭和35年）6月1日 - 所在地表示変更があり、田園調布四丁目11-1となる。
- 1970年（昭和45年）9月1日 - 所在地表示変更があり、田園調布二丁目60-1（現行）となる。
- 1972年（昭和47年）9月25日 - 校庭全面を芝生にする。

## 著名な出身者
- 滝久雄
- 中西宏明
- 宮本亞門
- 長嶋一茂
- タオルズ